# مارکو تیاگو
مارکو تیاگو بازیکن فوتبال اهل برزیل است 